# Skót női labdarúgó-bajnokság (első osztály)
A Scottish Women's Premier League Skócia női labdarúgó bajnoksága. A bajnokság első két helyezettjei automatikusan indulási jogot kapnak az UEFA női bajnokok ligája főtáblájára. 2009-től márciustól egészen novemberig tart a bajnokság. 2007-ben a liga irányítását a Skót labdarúgó-szövetség vette át, majd 2022-től a Skót profi labdarúgó-bajnokság.

## Jelenlegi csapatok (2019)
| Klub                | Város      | Stadion                                | Helyezés 2019-ben |
| ------------------- | ---------- | -------------------------------------- | ----------------- |
| Celtic              | Glasgow    | K-Park Training Academy, East Kilbride | 3.                |
| Forfar Farmington   | Forfar     | Station Park                           | 7.                |
| Glasgow City        | Glasgow    | Excelsior Stadium, Airdrie             | 1.                |
| Motherwell          | Motherwell | Dalziel Park                           | 6.                |
| Hibernian           | Edinburgh  | Ainslie Park, Edinburgh                | 2.                |
| Rangers             | Glasgow    | New Tinto Park, Govan                  | 4.                |
| Spartans            | Edinburgh  | Spartans Academy                       | 5.                |
| Stirling University | Stirling   | Gannochy Sports Centre                 | 8.                |

## A skót női Premier League bajnokai
| Szezon  | Bajnok                                                                      | Ezüstérmes                                                                  |
| ------- | --------------------------------------------------------------------------- | --------------------------------------------------------------------------- |
| 2002–03 | Kilmarnock Ladies                                                           | Hibernian                                                                   |
| 2003–04 | Hibernian                                                                   | Glasgow City                                                                |
| 2004–05 | Glasgow City                                                                | Hibernian                                                                   |
| 2005–06 | Hibernian                                                                   | Glasgow City                                                                |
| 2006–07 | Hibernian                                                                   | Glasgow City                                                                |
| 2007–08 | Glasgow City                                                                | Hibernian                                                                   |
| 2008–09 | Glasgow City                                                                | Spartans                                                                    |
| 2009    | Glasgow City                                                                | Celtic                                                                      |
| 2010    | Glasgow City                                                                | Celtic                                                                      |
| 2011    | Glasgow City                                                                | Spartans                                                                    |
| 2012    | Glasgow City                                                                | Forfar Farmington                                                           |
| 2013    | Glasgow City                                                                | Hibernian                                                                   |
| 2014    | Glasgow City                                                                | Rangers                                                                     |
| 2015    | Glasgow City                                                                | Hibernian                                                                   |
| 2016    | Glasgow City                                                                | Hibernian                                                                   |
| 2017    | Glasgow City                                                                | Hibernian                                                                   |
| 2018    | Glasgow City                                                                | Hibernian                                                                   |
| 2019    | Glasgow City                                                                | Hibernian                                                                   |
| 2020    | A koronavírus-járvány miatt a bajnokság félbeszakadt, bajnokot nem avattak. | A koronavírus-járvány miatt a bajnokság félbeszakadt, bajnokot nem avattak. |
| 2020–21 | Glasgow City                                                                | Celtic                                                                      |
| 2021–22 | Rangers                                                                     | Glasgow City                                                                |
| 2022–23 | Glasgow City                                                                | Celtic                                                                      |
| 2023–24 | Celtic                                                                      | Rangers                                                                     |

| Összesen | Csapat               |
| -------- | -------------------- |
| 16       | Glasgow City FC      |
| 3        | Hibernian LFC        |
| 1        | Celtic               |
| 1        | FC Kilmarnock Ladies |
| 1        | Rangers              |

## Külső hivatkozások
- Hivatalos honlap
- Skót FA honlapja
- Jelenlegi szezon a women.soccerway.com honlapján